# Elezioni presidenziali in Burkina Faso del 1998
Le elezioni presidenziali in Burkina Faso del 1998 si tennero il 15 novembre.

## Risultati
| Candidati       | Partiti                                    | Voti      | %     |
| --------------- | ------------------------------------------ | --------- | ----- |
| Blaise Compaoré | Congresso per la Democrazia e il Progresso | 1 996 151 | 87,53 |
| Ram Ouédraogo   | Unione dei Verdi per lo Sviluppo           | 150 796   | 6,61  |
| Frédéric Guirma | Raggruppamento Democratico Africano        | 133 552   | 5,86  |
| Totale          | Totale                                     | 2 280 499 | 100   |